# 星月夜 (JUJUの曲)
「星月夜」（ほしづきよ）は、日本の歌手JUJUがリリースした配信限定シングル。2013年12月18日に発売された。

## 解説
自身初の配信限定シングルであり、シングルとしては「守ってあげたい」から僅か1ヶ月でのリリースとなった。
本楽曲はタイアップ先のJ-WAVEのウィンターキャンペーンソングとして、コンセプトを考え合わせるところから制作された楽曲であったそうで、作詞を担当したスガシカオとはかねてより「JUJUさんの曲を書かせてほしい」と希望をしており、JUJU本人も「是非とも、スガさんに書いてほしい」と会う度にそう話していたものの、なかなかその実現が叶わずにいる状態が続いていたと言い、「この曲の制作が進む過程で亀田さんから「スガさんが書いてくれる事になったよ」って一報を聞いた時はすごく嬉しく思いましたし、完成した歌詞を見せていただいたら、すごくスガさんらしさを感じるな、と思いましたね。」と語っている。
また、この楽曲は都会的な冬の夜をイメージして描いた曲とのことで、特有のキラキラした感じとか、気分が盛り上がるような感じがしてすごく良いイメージがあるとも語っている。

## 収録曲
1. 星月夜 [4:12]
（作詞：スガシカオ / 作・編曲：亀田誠治）
  - J-WAVE“25 MAGIC”ウィンターキャンペーンソング。

## 収録曲アルバム
星月夜
- 『DOOR』
- 『YOUR STORY』